# Centrum för fotografi
Centrum för fotografi är en centrumbildning med rötter i Fotograficentrum. Dagens verksamhet riktar sig både till medlemmar och till en allmän publik där fotografi i sin bredaste bemärkelse är i fokus. I Centrum för fotografis lokaler på Bjurholmsplan 26 bedrivs utställningsverksamhet och programverksamhet. Genom verksamheten vill Centrum för fotografi främja en diskussion om fotografiska bilders roll och funktion i samhället, i historiskt perspektiv och i vår samtid.
Medlemsverksamheten riktar sig till de som på olika sätt arbetar med fotografi; fotografer, konstnärer, kuratorer, konsthistoriker, forskare och andra. För denna grupp erbjuds bland annat seminarier, kurser, feedback, nätverksträffar för att stödja och stärka dessa yrkesgrupper.
Föreningen stöds av Kulturrådet, Kulturförvaltningen Stockholm Stad och Region Stockholm.

## Bakgrund
Centrum för fotografi har sin grund i Fotograficentrum som bildades 1974. Fotograficentrum var en av många centrumbildningar på kulturområdet som uppkom under det kulturpolitiskt progressiva sjuttiotalet. Centrumbildningarna skapades som medlemsorganisationer för att samla kulturarbetare i olika genrer för att tillsammans kunna förbättra och stärka de olika utövarnas plats på arbetsmarknaden. Utöver fotografer så samlades bland annat illustratörer, konstnärer, filmare, dansare och författare i egna centrumbildningar.
Fotograficentrums riksstyrelse låg i Stockholm men runt om i landet fanns även lokalavdelningar som representerade Göteborg, Örebro, Malmö/Lund, Luleå, Uppsala och Mälardalen. Olika arbetsgrupper arbetade med arbetsförmedling, utställningar och även Fotograficentrums egna publikation Bildtidningen som utkom varannan månad.
Fotograficentrum blev tillsammans med bland annat Hasselblad Center, galleriet Camera Obscura och Fotografiska museet på Moderna museet en viktig plats för fotografi i Sverige under 70- och 80-talet. Tillsammans skapade de ett nav där fotografer kunde samlas kring det gemensamma yrket men även platser för progressiva utställningar och diskussioner kring fotografins utveckling.
Till en början höll Fotograficentrum en stark dokumentär linje när det kom till vilken typ av fotografi som visades både i utställningar och i Bildtidningen. Detta förändrades dock under åren i takt med de stora förändringar som skedde inom fotografin under 80-talet i och med postmodernismens intåg. Som en del av detta ifrågasatte många fotografiets invanda mönster och började experimentera med olika uttryck.
Med bakgrund i denna utveckling skedde det I början av 1990-talet stora förändringar i Fotograficentrums stadgar och den starka inriktningen mot dokumentärfotografi luckras 
upp. 1991 bytte Bildtidningen namn till Index och fokus skiftade till ett mer samtida skandinaviskt fotografi. Denna utveckling följdes 1994 av att även Fotograficentrums galleri bytte namn till Galleri Index och 1998 helt ombildades till Index—The Swedish Contemporary Art Foundation.

## CFF - Centrum för fotografi
1999 grundades CFF - Centrum för fotografi med initiativ från SFF - Svenska Fotografers Förbund och galleriet F/48.

### 2000-talet
Centrum för fotografi grundades i en vilja att fylla det hål som uppstått bland centrumbildningarna när fotografer inte längre hade en egen organisation. Efter tre år, 2002, fick Centrum för fotografi sin första verksamhetschef Gunilla Muhr och 2003 flyttade kansliet från sina tidigare lokaler på Medborgarplatsen till Tjärhovsgatan 44 i Stockholm. Flytten till Tjärhovsgatan innebar en utökad verksamhet med möjlighet till mer programverksamhet och egna större utställningar och invigdes i oktober 2003 med utställningen Första kvinnorna på Månen av Helena Blomqvist.
Centrum för fotografi blev i början av 2000-talet en viktig plats för diskussionen kring fotografi och de förändringarna som skedde på det fotografiska fältet. Förändringarna som börjat under slutet av 80-talet och som varit grunden till Fotograficentrums stora förändringar fortsatte under 90-talet och 2000-talet och skapade tillsammans med tredje vågens feminism ett starkt intåg för många nya kvinnliga fotografer på den fotografiska scenen.
Under de första åren på Tjärhovsgatan visade CFF många av dessa fotografer och hade utställningar med då ganska nya men idag väletablerade fotografer som Julia Peirone, Pernilla Zetterman, Martina Hoogland Ivanow, Axel Karlsson Rixon, Cecilia Grönberg, Catharina Gotby m.fl.
En viktig del av Centrum för fotografis tidiga arbete var den funktion organisationen kunde fylla i förhållande till andra instanser som arbetade med eller visade fotografi. De platser som fanns tillgängliga var museer och gallerier som alla hade olika agendor. Tack vare Centrum för fotografis ställning som centrumbildning kunde det där föras diskussioner på flera olika plan och teman på ett utforskande och fritt sätt. Detta gav ett brett spektrum av programpunkter och utställningar där bland annat internationella konstnärer ställdes ut och publiken kunde följa unga konstnärer över flera år.

### 2010-talet
Centrum för fotografi steg in i 2010-talet med det stora projektet Plattform fotografi. Projektet var ett samarbete mellan CFF, Bildmuseet i Umeå samt JMK - Institutionen för journalistik, medier och kommunikation vid Stockholms Universitet och ville ge en bred och mångsidig bild av fotografi i Sverige vid tidpunkten för projektet. För att få svar på frågan hur svenskt fotografi såg ut just då gjordes en grundlig genomlysning av hela det fotografiska fältet, med utblickar internationellt med fokus på vad som skedde i Sverige. Projektet genomfördes med föreläsningar, seminarier och hearings som resulterade i ett symposium och en publikation där projektet presenterades tillsammans med det man kommit fram till.
Den utforskande hållningen till fotografi har varit en viktig del i Centrum för fotografis verksamhet. Under 2013-2014 genomfördes projektet Studio Experimentell som gav Centrum för fotografis medlemmar chansen att under veckoslut presentera work in progress arbeten. Den korta utställningsperioden skapade möjligheter att låta fotograferna presentera aldrig tidigare visade arbeten vilket skapade plats för aktuella, nytänkande och gränsöverskridande fotografi.
2016, 2017 och 2018 gjordes ytterligare nedslag i det samtida fotografiska-fältet när projektet Flyktpunkt visade avgångselever från olika svenska fotografiska högskolor.

## Tidigare verksamhetschefer
- Kristyna Müller 2019 - pågående
- Pelle Kronestedt 2017 - 2019
- Gunilla Muhr 2002 - 2017

## Utställningar (i urval)
- 2002 Allan Sekula – Waiting for teargas
- 2003 Pernilla Zetterman – Närheten och Makten
- 2003 Julia Peirone – Rekonstruktion av närvaro
- 2003 Helena Blomqvist – Första kvinnorna på månen
- 2004 Emil Heilborn – Skapande fotografi 1922–1948
- 2004 Fazal Sheikh – The Victor Weeps – Afghanistan
- 2006 PEEK – 24 Emerging Photographers
- 2007 Fotografi: Är
- 2010 YAŞAR KEMAL – ett författarporträtt
- 2011 She’s in the picture
- 2013 Studio Experimentell
- 2013 To be defined
- 2015 Nordic Neighbours – does it make a difference?